# Marius Kusch
Marius Kusch (Datteln, 5 maggio 1993) è un nuotatore tedesco.

## Biografia
Ai Campionati europei di nuoto di Glasgow 2018 ha vinto, con i connazionali Fabian Schwingenschlögl, Christian Diener, Damian Wierling, Jan-Philip Glania e Philip Heintz, la medaglia di bronzo nella staffetta 4x100 metri misti.

## Palmarès
- Mondiali in vasca corta

Melbourne 2022: bronzo nei 100m farfalla.
- Europei:

Glasgow 2018: bronzo nella 4x100m misti.
- Europei in vasca corta:

Copenhagen 2017: bronzo nei 100m farfalla.
Glasgow 2019: oro nei 100m farfalla.
- Europei giovanili

Belgrado 2011: argento nella 4x100m misti.